# Kenworth

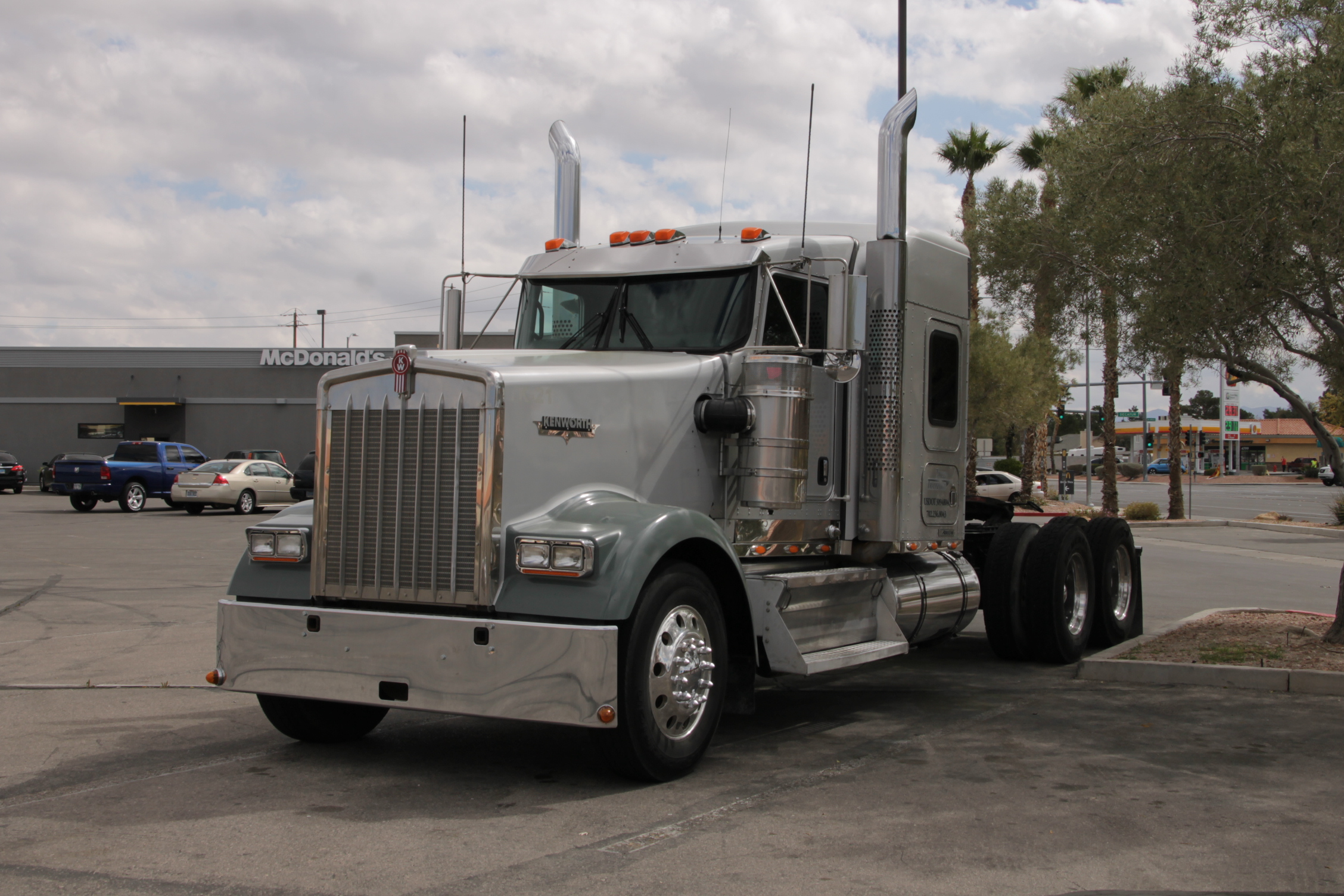
Kenworth W900

Kenworth (Ке́нворт, МФА: [kěn wɜːrθ]) — торговая марка автомобилестроительной компании, специализирующейся на производстве средних и тяжелых грузовиков, седельных тягачей, грузовых шасси и самосвалов.
Предприятия Kenworth расположены в США, Канаде, Австралии и Мексике, являются дочерними компаниями транснациональной корпорации Paccar Inc.

## Наименование
Название торговой марки и компании происходит от сокращений фамилий её основателей: Кент (англ. Kent) и Уортингтон (англ. Worthington) — «Ken» + «worth»→ «Kenworth».

## Предыстория
В 1910-х годах бизнесмен Эдгар Уортингтон (англ. Edgar K. Worthington) из Сиэтла управлял гаражом — ангаром, арендованным у небольшой авторемонтной мастерской «Gerlinger Motor Car Company».
Бывший механик компании вспоминал:

В те времена количество машин на дорогах можно было пересчитать по пальцам. Помню, я целыми днями слонялся возле гаража без дела, ожидая заказа на работу. Иногда я зарабатывал всего $5 в неделю, а иногда и нет. Едва удавалось сводить концы с концами. Частенько приходилось наниматься на соседнюю лесопилку, там хоть что-то платили. До сих пор не могу понять, как нам вообще удалось собрать свой первый грузовик.
— Ed Hahn (Gerlinger Motor Car Co.).
Пытаясь «остаться на плаву», Эдгар Уортингтон вместе с единомышленниками принял решение о строительстве своего собственного грузовика.

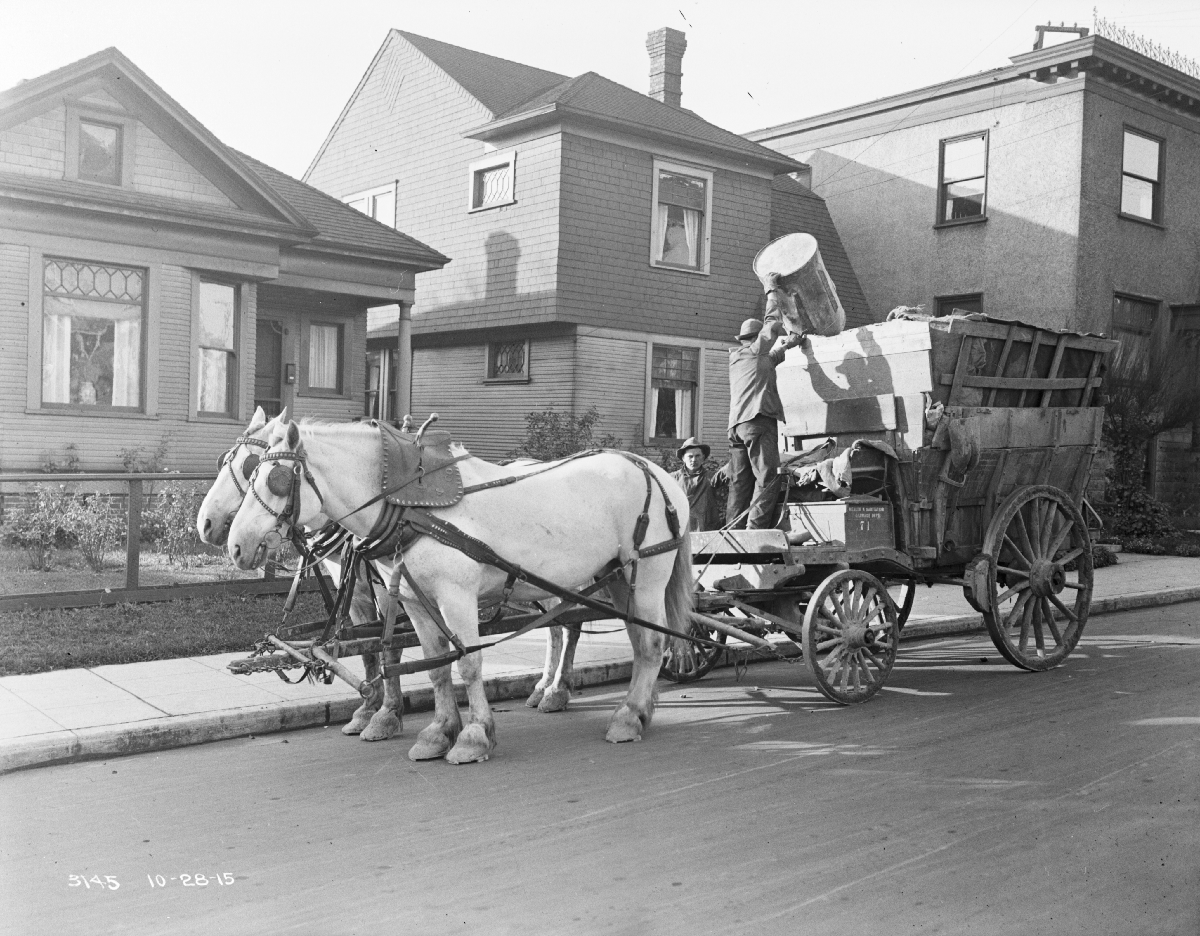
Уборка мусора конным экипажем. Сиэтл штат Вашингтон. 1915

В 1915 году предприимчивым механикам удалось построить свой первый автомобиль — грузовик. Это была грузовая платформа с шестицилиндровым двигателем и рамой из прочного металла. Грузовой автомобиль был построен всего за один год и назван «Gersix».
К 1917 году компанию всё же пришлось выставить на продажу несмотря на то, что к этому времени имелось несколько офисов и площадок для продаж грузовиков — в Сиэтле и Портленде. В том же году Уортингтону и его деловому партнёру Фредерику Кенту (англ. Captain Frederick Kent) удалось приобрести «Gerlinger Motor Car Co.». Сразу же после приобретения компанию было решено переименовать в «Gersix Motor Company».
В 1919 году Фредерик Кент ушёл из бизнеса, и его сын Гарри Кент (англ. Harry W. Kent) стал новым партнёром Эдгара.
К 1922 году было собрано и продано 53 грузовика. Это было неплохим результатом для небольшой автосборочной мастерской, и партнёры решили вложить деньги в акции различных компаний. Довольно успешно играя на биржах, к 1923 году компаньонам удалось привлечь $ 60 000 (по тем временам огромная сумма), и это положило начало новой эры в истории предприятия. Гарри Кент и Эдгар Уортингтон приняли решение о реинкорпорации «Gersix Motor Co.».

## История

Kenworth 1935 года

«Kenworth Motor Truck Company» была основана в 1923 году на производственной базе «Gersix Motor Co.» как акционерное общество американскими предпринимателями Гарри Кентом и Эдгаром Уортингтоном в городе Сиэтл, штат Вашингтон.
На заводе сразу же приступили к производству грузовиков под маркой «Kenworth». В 1924 году было построено и продано 80 автомашин небольшой грузоподъемности, через год после основания на линии собирали уже по два грузовика в неделю.
В 1926 году «Kenworth Motor Truck Company» открыла мастерскую (линию) по производству шасси для пассажирских автобусов.
В 1929 году Гарри Кент сменил Эдгара Уортингтона на посту президента «Kenworth Motor Truck Co.». К тому времени продажи шли неплохо, спрос превышал предложение и компания испытывала необходимость в расширении своих производственных площадей.
В 1930 году удалось построить и запустить полный цикл производства на новом заводе по сборке грузовиков в Сиэтле.
Мировой экономический кризис конца 1920-х годов и Великая депрессия в США притормозили устойчивый рост компании. Падал спрос на продукцию, банки требовали возвращения процентов по кредитам. Тем не менее менеджерам «Kenworth» благодаря постоянной модернизации производственных цепочек и политике агрессивного маркетинга удалось получить муниципальные заказы на проектирование и постройку пожарных машин и автобусов.

Каждый начальник пожарной части чувствовал себя ведущим дизайнером пожарных машин, и он хотел, чтобы его идеи были немедленно воплощены в жизнь. И мы делали это, а другие производители не смогли.
— Murray Aitken (Kenworth)
В 1933 году «Kenworth» стала первой американской компанией, которая начала устанавливать 
дизельные двигатели на свою серийную продукцию. Поскольку дизельное топливо в те времена в США стоило значительнее дешевле бензина, «дизеля́» компании пользовались устойчивым спросом и стали лидером продаж на автомобильном рынке Америки. Дела в компании пошли в гору, и это положило начало разработке и производству известной линейки грузовиков, автобусов и специальной техники «Kenworth» с дизельным двигателем.
В 1936 году «Kenworth Motor Truck Co.» спроектировала и выпустила свой первый бескапотный грузовик (англ. Cab Over Engine). Эти грузовики оказались чрезвычайно эффективными и были в состоянии нести максимальное количество груза при минимальной общей длине.
В 1937 году Фил Джонсон (англ. Phil Johnson) стал президентом «Kenworth», заменив внезапно скончавшегося Гарри Кента.
Производство продолжало расти, и в 1940 году было построено и продано уже 226 автомобилей.
Сразу же после вступления США во Вторую Мировую войну в 1941 году «Kenworth» переоборудует свои сборочные линии под военные нужды. В кратчайшие сроки был спроектирован и запущен в серийное производство грузовик повышенной проходимости с колёсной формулой 6Х6. По заказу армии США компания производит 430 грузовиков M-1 «Wreckers», оборудованных лебедками, кранами, принадлежностями для газосварки и ремонта в полевых условиях.
К концу войны «Kenworth» получает дополнительный заказ на производство ещё 1500 единиц М1 различных модификаций.
Военные грузовики и ремонтно-эвакуационная машина Kenworth М1 на шасси 6x6, наряду с легендарным Studebaker US6, после войны задали направление развития всех подобных разработок в этой области на многие годы вперёд во всём мире.
В 1944 году вдовы владельцев приняли решение о продаже контрольного пакета акций «Kenworth Motor Truck Co.». В результате торгов контрольный пакет выкупил президент «Pacific Car and Foundry» Поль Пигот (англ. Paul Pigott). С тех пор «Kenworth» является частью транснациональной корпорации «Paccar».

Проверка боем для М-1 состоялась 20 октября 1944 года, когда после 40-дневного морского перехода наши войска были переброшены на Филиппины. День за днем наши "Кенуорты" пробирались через липкую грязь аж по самые верхушки колес, эвакуируя с поля боя подбитые танки под плотным минометным огнем японцев. Машины запросто преодолевали непроходимые дороги, рвы и реки.— Cpt. Christofferson of the 780th Amphibious Tank Battalion .
В 1980-х годах «Paccar Inc.» открыла предприятия по производству грузовиков под торговой маркой «Kenworth» в Мексике и Австралии.
С начала 1990-х годов производятся грузовики небольшой грузоподъемности «Kenworth» серии «К» и DAF серии «LF».

### Производство автобусов
В первые годы существования компании производство автобусов было одним из прибыльных направлений развития бизнеса. Ещё во времена «Gersix Motor Co.» было собрано два автобуса на базе шасси грузовика «Gersix» .
К 1926 году «Kenworth» разработал шасси специально для школьных и междугородних автобусов, известных под индексом «BU». Модель имела колесную базу 212 дюймов (5,4 м), которая была увеличена ещё на два дюйма в 1927 году, что позволило увеличить число посадочных мест для пассажиров до 29-ти. Шасси оснащались шестицилиндровым двигателем.
Модель стала популярной, хорошо продавалась и её производство возросло к 1930 году до 230 единиц в год. Основная масса произведённых к тому времени шасси были заказаны и проданы мастерским по сборке автобусов. Большая часть готовых автобусов была продана в штате Вашингтон.
«Kenworth Motor Truck Co.» продолжала расширяться. В годы Великой депрессии, в 1932 году, была разработана модель собственного автобуса «KHC-22» (Kenworth — Heiser — City), вызвавшая интерес покупателей на рынке.
После доработки (колёсная база расширена до 5700 мм) на рынок выходит «KHC-33». Все автобусы этой марки были проданы «Spokane, Portland and Seattle Railway» и крупным муниципальным перевозчикам в город Портленд штат Орегон.
В 1933 году Kenworth выпустила, пожалуй, самую популярную свою модель междугороднего автобуса на основе шасси индекса 86. Автобус оснащался двигателями Hercules JXCM 870 и 871.
В годы Второй Мировой войны доля производства автобусов несколько упала. После покупки «Kenworth Motor Truck Co.» корпорацией «Paccar Inc.» в 1944 году, школьные и междугородние автобусы разрабатывались и выпускались до 1957 года.
В конце 1957 года «Paccar Inc.» продала все права, инструменты и оборудование для производства автобусов корпорации «Gillig Brothers».

## Модельный ряд Kenworth
Производимые модели (США, Канада)
На начало 2019 года «Kenworth» предлагает потребителю следующие модели грузовиков и седельных тягачей, производимых серийно:
| Модель         | Класс грузовиков | Тип                                                      |
| -------------- | ---------------- | -------------------------------------------------------- |
| Kenworth T-170 | Class 6          | грузовая платформа, шасси                                |
| Kenworth T-270 | Class 6          | грузовая платформа, шасси                                |
| Kenworth T-370 | Class 7          | грузовая платформа, шасси                                |
| Kenworth K-270 | Class 6          | грузовая платформа, шасси                                |
| Kenworth K-370 | Class 7          | грузовая платформа, шасси                                |
| Kenworth T-440 | Class 8          | седельные тягачи и самосвалы, шасси                      |
| Kenworth T-470 | Class 8          | седельные тягачи и самосвалы, шасси                      |
| Kenworth T-680 | Class 8          | седельные тягачи                                         |
| Kenworth T-800 | Class 8          | седельные тягачи и самосвалы, шасси                      |
| Kenworth T-880 | Class 8          | седельные тягачи и самосвалы, шасси                      |
| Kenworth W-900 | Class 8          | седельные тягачи, шасси                                  |
| Kenworth W-990 | Class 8          | седельные тягачи                                         |
| Kenworth C-500 | Class 8          | седельные тягачи повышенной проходимости, шасси 6Х6, 8Х8 |

Снятые с производства
- Т 2000 (он же «Микки Маус»): седельный тягач американского типа. Имеет очень приятный интерьер кабины и наиболее высокую шумоизоляцию.
- 700-я серия: седельные тягачи американского типа, являются развитием Т2000, — производился в 2000-х годах.
- К 500: Лесовоз, собранный в Австралии с кабиной от DAF «XF» и шасси фирмы «GINAF».
- Так же есть модели средних самосвалов от трёх до шести мостов, бетономиксеры и городские малотоннажные грузовики модели DAF.[источник не указан 1884 дня]

Военные машины «Kenworth», как правило, являются носителями РСЗО, а также радаров и комплексов ПВО и просто военно-транспортными машинами армии США и других стран, несмотря на все большее распространение квадроциклов.
T-680 появился в 2012 году как флагман «Kenworth».
Гибридные модели
В конце 2010 года была представлена гибридная версия тягача этой марки. Сама гибридная трансмиссия фирмы Eaton уже использовалась на автомобиле Peterbilt 386, 387 и других моделях этой марки, но «Kenworth» получил более морозостойкие аккумуляторы.

## Общая эксплуатационно-техническая информация
В 2019 году корпорация PACCAR оснащает модели тягачей, грузовых платформ и шасси Kenworth дизельными двигателями собственного производства:
| модель       | класс грузовиков | мощность (л.с) | объем       | крутящий момент (lb-ft) | условия гарантии производителя                               |
| ------------ | ---------------- | -------------- | ----------- | ----------------------- | ------------------------------------------------------------ |
| Paccar PX-7  | Class 7, 6 & 5   | 200-360        | 6.7 Liters  | 520-800                 | 2 года без учёта пробега                                     |
| Paccar PX-9  | Class 8, 7 & 6   | 260-450        | 8.9 Liters  | 720-1,250               | 2 года или 250 000 пробега                                   |
| Paccar MX-11 | Class 8          | 335-430        | 10.8 Liters | 1,150-1,650             | 2 года или 250 000 пробега (1 Million Miles B10 Design Life) |
| Paccar MX-13 | Class 8          | 405-510        | 12.9 Liters | 1,450-1,850             | 2 года или 250 000 пробега (1 Million Miles B10 Design Life) |

Двигатели и навесное оборудование производятся на заводах в городах Колумбус (Миссисипи) (США) и Эйндховене (Нидерланды).
Как и многие другие производители грузовиков в США, Kenworth устанавливает на свои модели тягачей и грузовых платформ двигатели корпорации «Cummins» различной мощности и оснащённости.
С 2017 года Kenworth предлагает модели T 680 и T 880 (двигатели МХ-11 и МХ-13) с обновлённой системой круиз-контроля (Predictive Cruise Control), работающей со спутниками GPS, что позволяет водителю на сложных участках трассы экономить топливо, так как компьютер выбирает оптимальный режим работы силового агрегата в зависимости от рельефа и погодных условий. Инженеры Kenworth уверены, что эта система повысит безопасность вождения, уменьшит выбросы вредных веществ в атмосферу и даст возможность водителю экономить топливо.

Улучшение управляемости и экономия топлива достигаются благодаря тонкой настройке двигателя, системы которого модулируют скорость и крутящий момент в широком спектре реальных условий вождения.
Коробка передач, как правило, фирмы EATON или Allison, ходовая часть — «Meritor» DANA или «Fabco».
С 2016 года на серийные модели магистральных тягачей и самосвалы устанавливается силовой агрегат «Powertrain» со сдвоенным ведущим тандемом (ведущие мосты) собственного производства, — «40K tandem axle».
Удобная и доступная компоновка «Kenworth» даёт возможность опытному водителю с минимальными затратами произвести ремонт либо замену вышедших из строя узлов и агрегатов. Для самостоятельного ремонта необходимо иметь «дюймовые» ключи, которые можно найти в «американских» сервисных центрах или сантехнических магазинах. Впрочем, для замены колёс подойдет и простой разводной ключ. Колеса, разумеется, американского стандарта.
Так как у американских тягачей система электроснабжения 12-вольтовая, для того, чтобы прицепить полуприцеп «европейского типа», ставится преобразователь напряжения (инвертор) с 12 на 24 В.
| Тип узла                               | Производитель   | Страна                                 | Унификация                                 |
| Силовой агрегат                        | Силовой агрегат | Силовой агрегат                        | Силовой агрегат                            |
| -------------------------------------- | --------------- | -------------------------------------- | ------------------------------------------ |
| Дизельный двигатель                    | Paccar (PX, MX) | США, Нидерланды                        | Peterbilt, DAF, Ginaf, Bova                |
| Дизельный двигатель                    | Cummins (ISX)   | США                                    | другие марки                               |
| КПП (АКПП)                             | Eaton           | США                                    | другие марки                               |
| КПП (АКПП)                             | Allison         | США                                    | другие марки                               |
| Трансмиссия                            |                 |                                        |                                            |
| Дифференциалы (ведущие мосты)          |                 |                                        |                                            |
| Paccar                                 | США             | другие марки                           |                                            |
| Meritor                                | США             | другие марки                           |                                            |
| DANA                                   | США             | другие марки                           |                                            |
| Передние и другие не ведущие мосты     | США             | другие марки                           |                                            |
| DANA                                   | США             | другие марки                           |                                            |
| Meritor                                | США             | другие марки                           |                                            |
| Fabco                                  | США             | другие марки                           |                                            |
| Колесные диски                         | Alcoa           | Производятся в нескольких странах мира |                                            |
| Тормозная система и рулевое управление |                 |                                        |                                            |
| Пневматический привод                  |                 |                                        |                                            |
| Bendix                                 | США             | другие марки                           |                                            |
| PAI                                    | США             | другие марки                           |                                            |
| Гидроусилитель                         | США             | другие марки                           | S&S                                        |
| Тормозные колодки                      | США             | другие марки                           | Honeywell                                  |
| Прочее оборудование                    | США             | другие марки                           |                                            |
| Стояночный отопитель                   | Webasto         | Германия                               | Более чем на 200 марках автомобилей в мире |
| Лампочки                               | Narva           | Германия                               | Практически во всех автомобилях мира       |

## В игровой и сувенирной индустрии
- Масштабная модель 1:43 Kenworth W900 производится под маркой производителя New Ray.
- Модели W900 и T680 используются в игре American Truck Simulator.

Сувенирные модели Kenworth